# Henriette E. Møller
Henriette E. Møller (født 1976, døbt Henriette Elmstrøm Møller) er en dansk forfatter, uddannet fra Forfatterskolen 2002. Hun er tidligere medredaktør af tidsskriftet Apparatur og har selv publiceret i Victor B. Andersens Maskinfabrik og Ildfisken.
Hun debuterede i januar 2007 som romanforfatter med romanen Jelne, der udkom på Gyldendal.
Henriette E. Møller modtog i maj 2007 Statens Kunstfonds treårige arbejdsstipendium. 
Desuden modtog hun i september 2007 Bodil og Jørgen Munch-Christensens debutantpris og i november 2007 Danske Banks debutantpris for Jelne.
Hun udgav i maj 2008 sin anden roman Kaiser. I 2012 udkom den anmelderroste roman Danskerheld, som handler om en ung kvinde, der deltager i krigen i Irak.
Henriette E. Møller er født i Randers, men har siden 2000 boet i København.

## Udgivelser
- Phrokost, Arena, 2000 (Bidrag til antologi)
- Jelne (Webside ikke længere tilgængelig), Gyldendal, 2007 (Roman), (Deutsch: übersetzt von Angelika Gundlach, Suhrkamp Verlag, Berlin 2010)
- Kaiser (Webside ikke længere tilgængelig), Gyldendal, 2008 (Roman)
- Danskerheld Arkiveret 6. marts 2016 hos  Wayback Machine, Gyldendal, 2012 (Roman)

## Eksterne links
- Forfatterens hjemmeside Arkiveret 17. september 2007 hos  Wayback Machine
- Anmeldelse af Jelne i Weekend Avisen Arkiveret 28. september 2007 hos  Wayback Machine
- Anmeldelse af Jelne i Berlingske Tidende Arkiveret 11. marts 2007 hos  Wayback Machine
- Anmeldelse af Kaiser i Politiken, torsdag d. 8. maj, 2008 Arkiveret 6. marts 2016 hos  Wayback Machine
- Anmeldelse af Kaiser i Information, torsdag d. 8. maj, 2008 Arkiveret 6. marts 2016 hos  Wayback Machine
- Anmeldelse af Kaiser i Weekendavisen, fredag d. 16. maj, 2008 Arkiveret 6. marts 2016 hos  Wayback Machine
- Henriette E. Møller på Forfatterweb.dk